# 1-я Синичкина улица
Первая Синичкина улица (официально — Первая улица Синичкина; до 20 сентября 1955 года — Владимирская улица, ранее — Первая улица Всехсвятской Слободы) — улица, расположенная в Юго-Восточном административном округе города Москвы на территории района Лефортово.

## История
Улица получила современное название 20 сентября 1955 года по протекавшей здесь реке Синичке (приток реки Яузы), причём это же название в 1922—1934 годах носила соседняя Авиамоторная улица. До переименования улица носила название Влади́мирская у́лица, а ранее — Пе́рвая у́лица Всехсвя́тской Слободы́ по расположению в бывшей Всехсвятской слободе.

## Расположение
1-я Синичкина улица проходит от Солдатского переулка на юго-восток, совершает коленообразный изгиб, поворачивая на северо-восток и затем снова юго-восток, с северо-востока к улице примыкает улица Княжнина, 1-я Синичкина улица проходит далее до Наличной улицы. Нумерация домов начинается от Солдатского переулка.

## Примечательные здания и сооружения
По чётной стороне:
- д. 2 — детский сад № 1763

По нечётной стороне:
- д. 3 — общежитие Московского энергетического института

## Транспорт

### Наземный транспорт
По улице не проходят маршруты наземного транспорта. На Солдатской улице расположены остановки трамваев 32, 46.

### Метро
- Станция метро  Лефортово — западнее улицы, у пересечения Наличной и Солдатской улиц.